# هوانگ بو
هوانگ بو (چینی: 黄渤; پین‌یین: Huáng Bó؛ زادهٔ ۲۶ آوریل ۱۹۷۴) هنرپیشه اهل چین است. وی معاون رئیس هیئت مدیره انجمن سینمای چین است. او برنده جوایز متعدد فیلم چینی است و در سال ۲۰۱۳ در فهرست ۱۰۰ سلبریتی چینی فوربز از نگاه مجله فوربز، رتبه ۳۴ را کسب کرد.
از فیلم‌هایی که وی در آن نقش داشته است می‌توان به سفر به غرب: چیرگی بر ارواح خبیث اشاره کرد.
او در سال ۲۰۰۹ میلادی بابت هنرنمایی در فیلم کمدی «گاو»، برندهٔ جایزهٔ جشنواره فیلم اسب طلایی شد.